# Bahna
Bahna là một xã thuộc hạt Neamț, România. Dân số thời điểm năm 2002 là 3758 người.